# St. Hippolyt (Blexen)

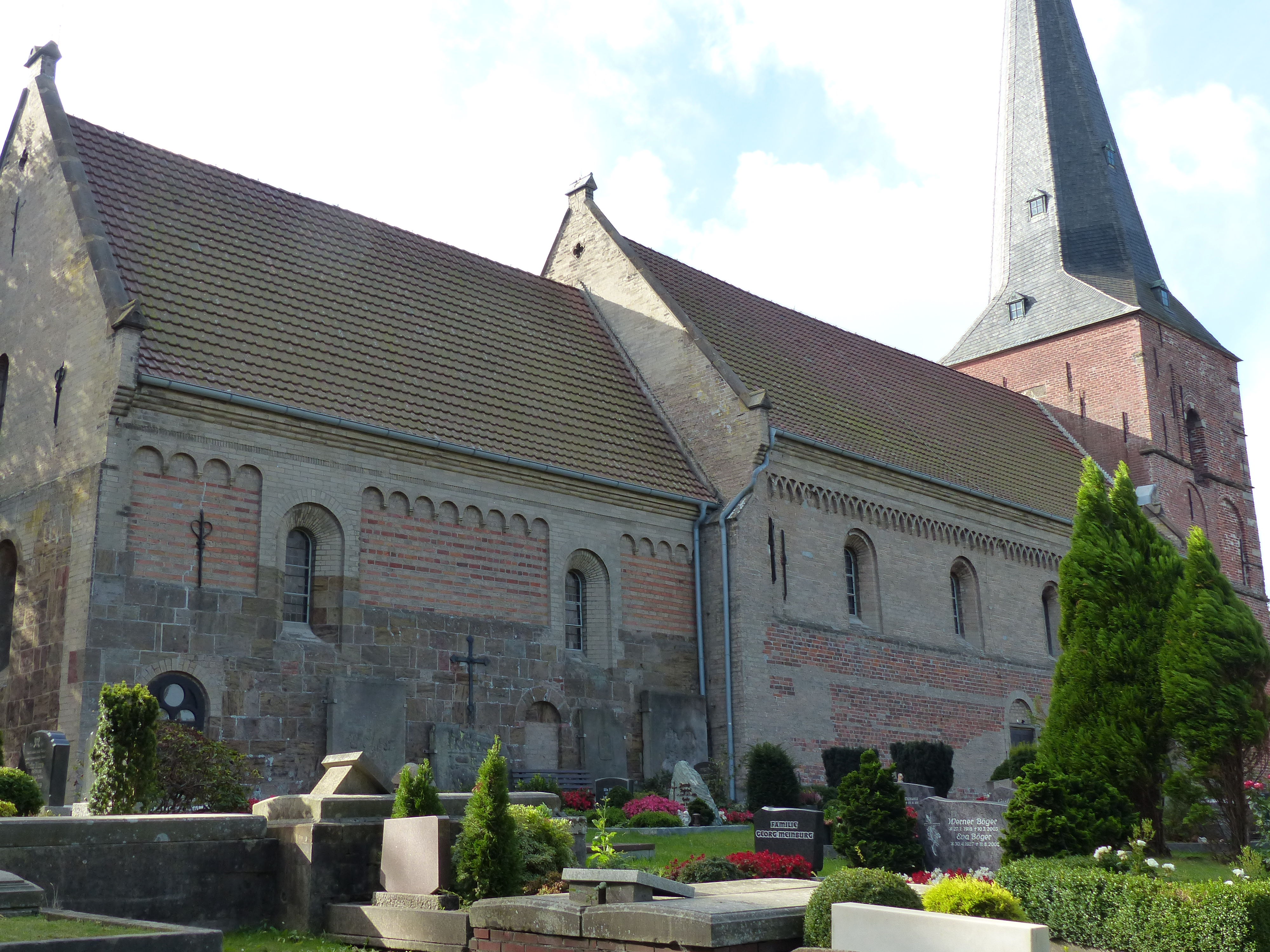
Nordseite der Kirche

St. Hippolyt ist die evangelisch-lutherische Kirche von Nordenham-Blexen im Landkreis Wesermarsch in Niedersachsen. Die romanische Saalkirche aus dem 12. Jahrhundert hat einen eingezogenen Rechteckchor und einen Westturm mit achtseitigem Spitzhelm. Zu den wertvollen Ausstattungsstücken gehören der Altar von Ludwig Münstermann (1610) und die Kanzel (1638), beide im Stil des Manierismus reich geschnitzt.

## Geschichte

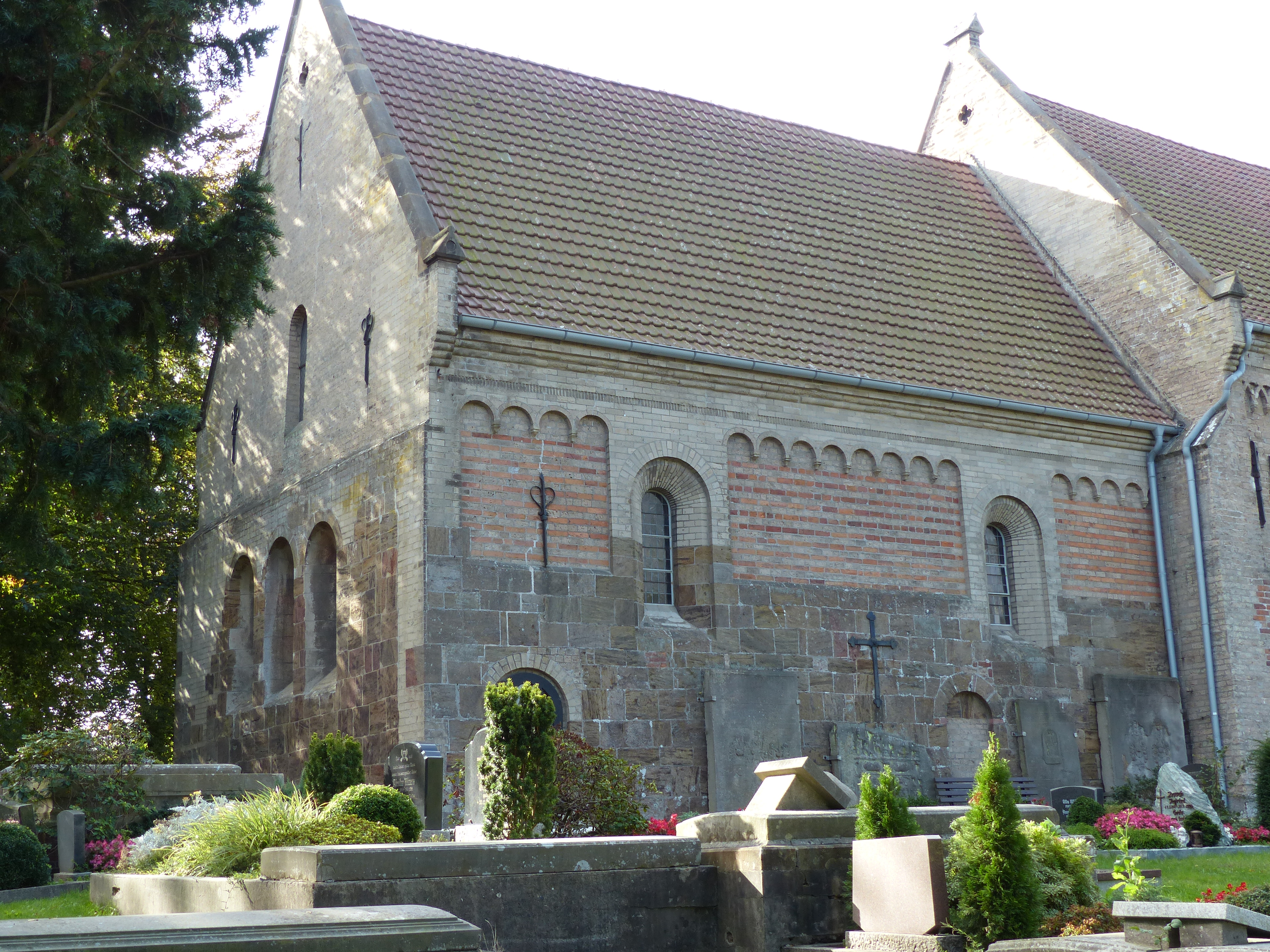
Nordwand des Chors aus Sandstein, Tuffstein und Backstein, Chorgiebel nach Sturmflutschaden (1715) 1736 erneuert, Fenster 1880

789 hatte der Sachsen- und Friesenmissionar und erste Bremer Bischof Willehad Blexen besucht und war am 8. November 789 hier verstorben. Sein Leichnam wurde zu Schiff an den im Jahr zuvor errichteten noch hölzernen Bremer Dom überführt, welcher allerdings zwei Jahre danach in den Sachsenkriegen in Flammen aufging.
Ansgar, der nächste Bischof von Bremen, wurde 805 eingesetzt und errichtete den nächsten Bremer Dom.
Die erste Kirche in Blexen ist 840 erwähnt.
Die ältesten archäologischen Spuren einer Kirche werden um 1000 datiert.
Nach einem Brand von 1050 wurde die erste Steinkirche errichtet.

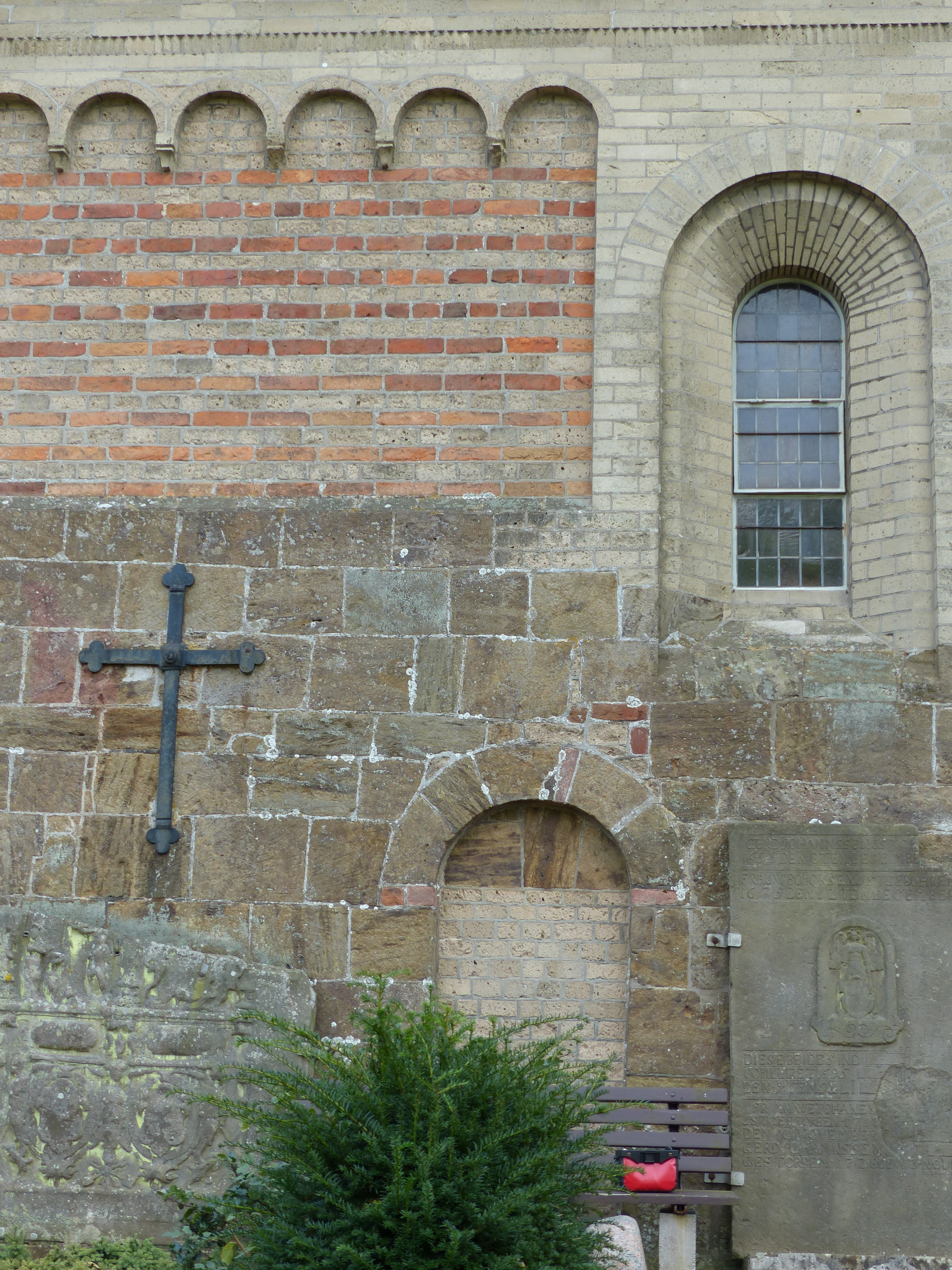
Priesterpforte in der Wand des Chors

Auf ihren Fundamenten steht die heutige Kirche. Sie ist dem hl. Hippolytus geweiht, in Deutschland ein eher seltenes Patrozinium. Im Mittelalter wurde hier eine „Keule des Hippolyt“ als Reliquie verehrt. Die Kirche war damit das bedeutendste Heiligtum in der friesischen Landesgemeinde Rüstringen. Auf dem Kirchhof befindet sich die „Willehadiquelle“, ein Süßwasserbrunnen, wenige hundert Meter vom Meer entfernt eine Kostbarkeit. Im Mittelalter galt sie als wunderkräftig. Mit Quelle und Reliquie war die Kirche im Mittelalter das Ziel von Wallfahrten.
In katholischer Zeit gehörte Blexen wie der übrige Nordosten des Weseremsgebietes zum Erzbistum Bremen. Die Kirche war Ort eines der vier Sendgerichte Rüstringens. Während der Herrschaft der Häuptlinge (um 1360 bis 1418) wurde die Blexer Kirche zum Schutz vor bremisch-oldenburgischen Kriegszügen in eine Wehrkirche umgebaut und mit Wall und Graben befestigt. Die Kirche wurde 1419 von den Bremern belagert (Schäden am Turm) und erobert.
Mit der 1530 eingeführten Reformation in der Grafschaft Oldenburg wirkte Edo Sibrandi hier als erster evangelischer Pastor. 1566 wurde das Obergeschoss des Turms aufstockt.

Seither dient der Turm als Seezeichen.

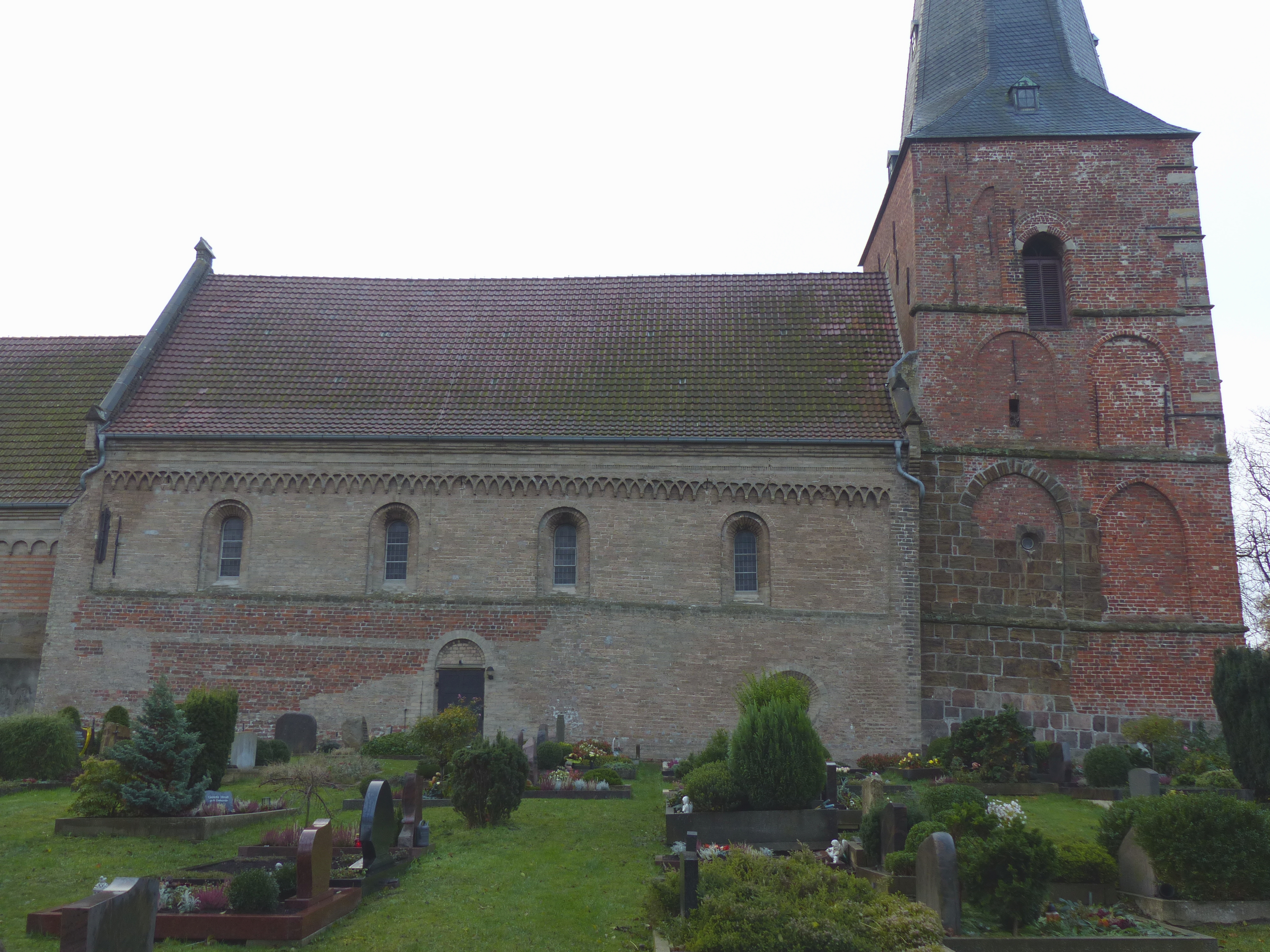
Nicht ganz so perfekt wie die Nordwand des Chors ist die des Kirchenschiffs

## Gebäude
Die geostete Kirche ist ein im Wesentlichen romanischer Saalbau. An das vierjochige Langhaus schließt sich der etwas eingezogene zweijochige Chor mit gotischen Kreuzrippengewölben und geradem Ostabschluss an.
Der Bau dieser Kirche begann um 1150 mit dem Chor, dessen Seitenwände anspruchsvoll gestaltet sind: Bis zu mehr als der halben Höhe bestehen sie aus Portasandstein, ebenso wie die Ecken des oberen Bereichs. Dieser ist glatt und besteht aus wechselnden Lagen aus Tuffstein und aus ebenso hohen Backsteinen.
Im Anschluss und anscheinend von Anfang an mit konzipiert entstand das Kirchenschiff, im unteren Bereich östlich aus Backstein mit Sandsteinbändern, westlich ganz aus Portasandstein. Der obere Wandbereich ist hier ganz aus Tuffstein gemauert.
Die Langseiten des Chors schließen unterhalb der Traufe mit einem Rundbogenfries ab, die des Schiffs mit einem Kreuzbogenfries aus Kettenbögen. Der Chor wird an den Langseiten durch je zwei kleine Rundbogenfenster und im Osten durch drei Rundbogenfenster belichtet, das Langhaus von Norden durch vier kleine rundbogige Fenster in der oberen Zone und von Süden durch fünf größere Rundbogenfenster. In Westen der Langseiten ist in der unteren Zone je ein Rundfenster eingelassen. Rundbogige Nord- und ein Südportale erschließen Chor und Schiff. Im Inneren öffnet ein großer Rundbogen den Chor zum Schiff.

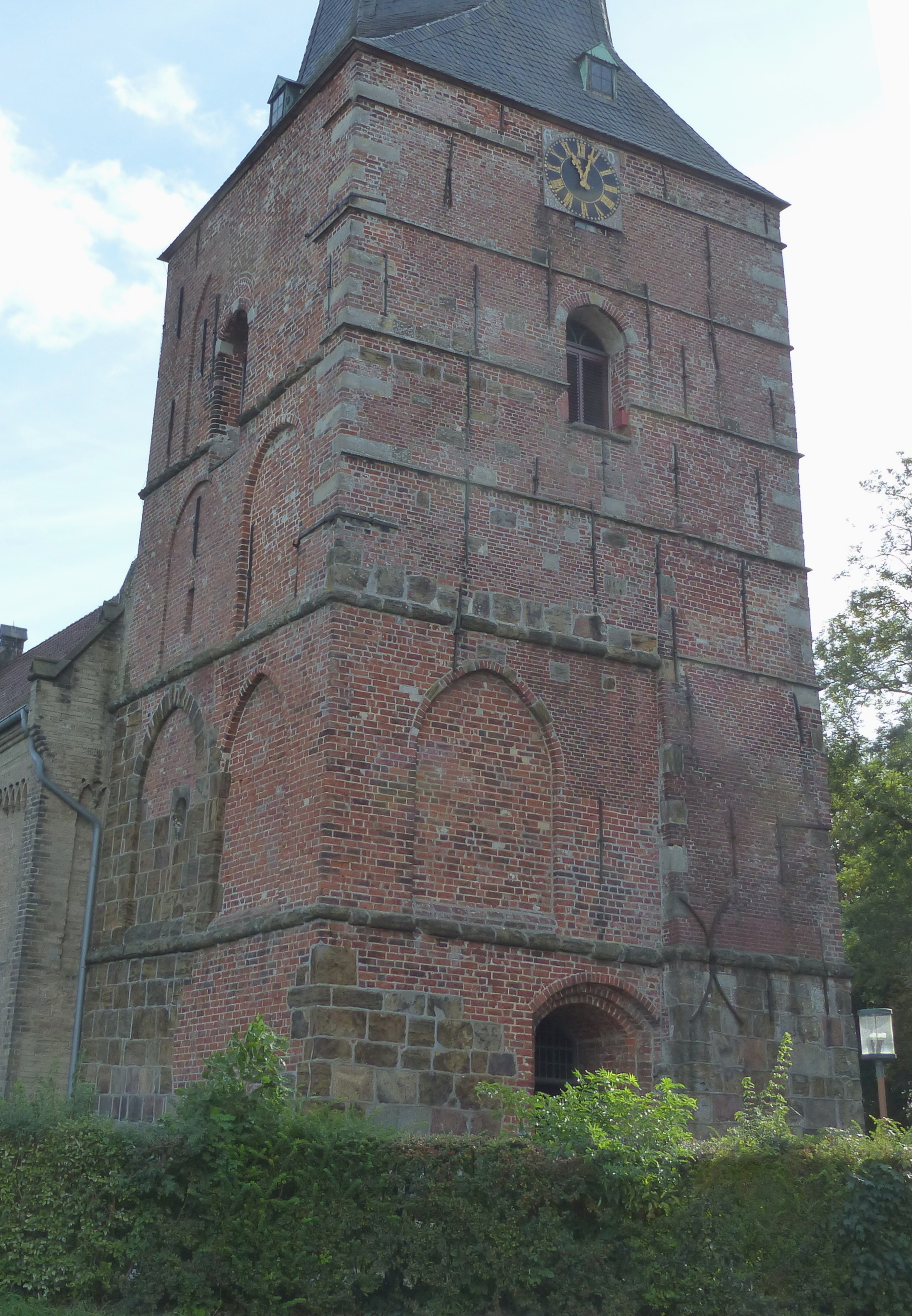
Westturm von Nordwesten

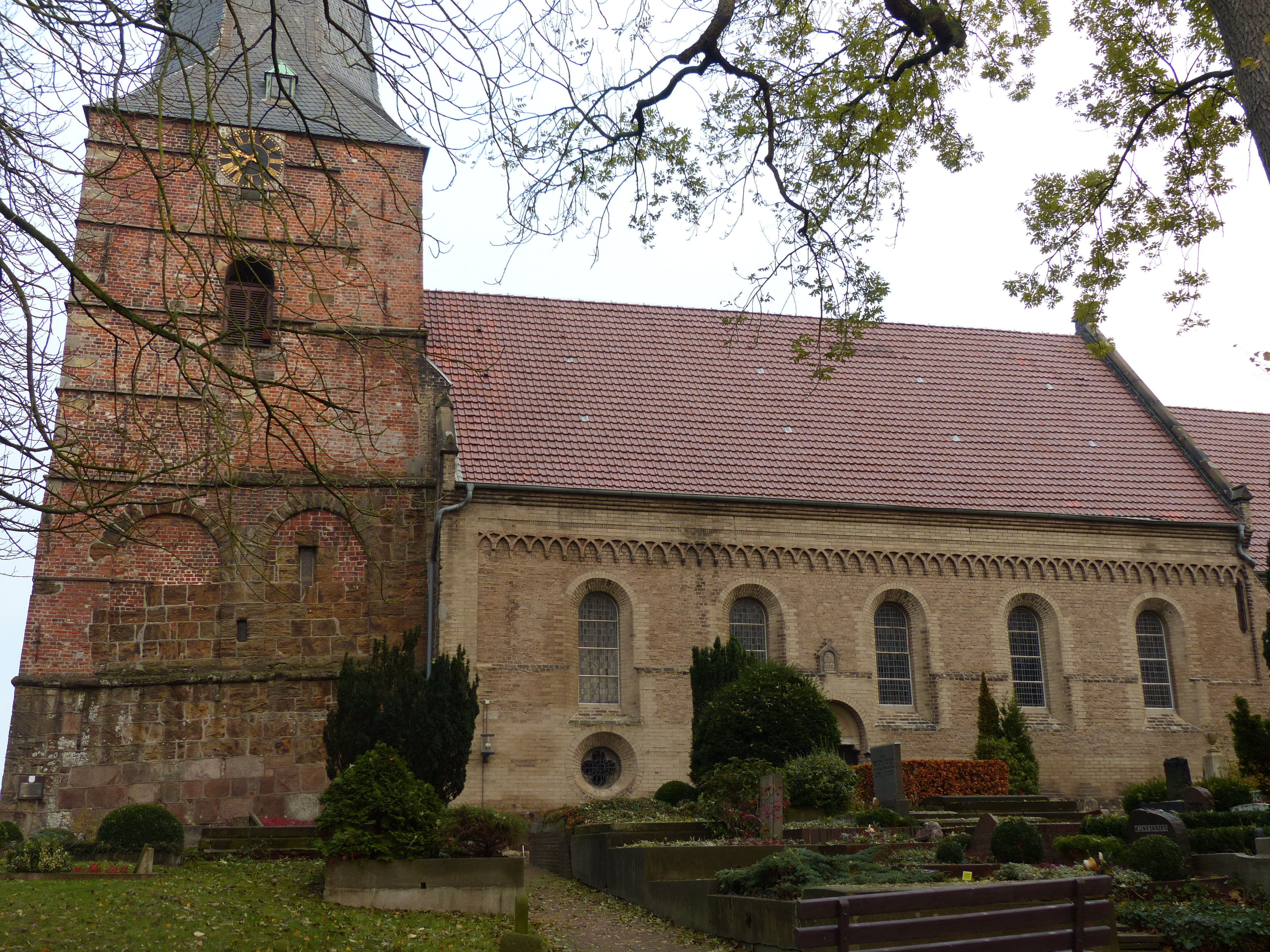
Turm und Schiff von Süden

Der Turm wurde ab 1260 errichtet, in gotischem Stil. In derselben Zeit kann auch der Chor seine gotischen Gewölbe erhalten haben. Über den Sockel aus Granit setzte man drei Geschosse aus Portasandstein. Bei der Belagerung und Eroberung der Kirche durch ein Bremer Heer wurde 1417 der Turm schwer beschädigt. Seit dem Wiederaufbau besteht das Äußere überwiegend aus Backstein, verziert ist es, wie die alte Sandsteinversion mit spitzbogigen Blendarkaden.

Im selben Zusammenhang oder auch im Jahrhundert davor stürzte der Chorgiebel ein. Heute besteht der Ostgiebel des Chors überwiegend, der des Schiffs teilweise aus grauem Backstein.
Das oberste Geschoss wurde erst unter den Grafschaft Oldenburg um 1554 oder 1566 daraufgesetzt. Seine Spitzbogenfenster mit weißen Kämpfern und Schlusssteinen markieren den Übergang von der Spätgotik zum Manierismus.
Im Chor gab es ein mit einem Hagioskop ausgestattetes Schaugrab für die Reliquie, in Verballhornung des Namens Hippolyt auch „Polsgrab“ genannt.
Ein Sturm zerstörte die 1569 aufgesetzte Turmspitze und Teile des Turms. 1711 wurde das Torhaus errichtet, da die Grafschaft Oldenburg damals in Personalunion mit Dänemark verbunden war, auch als Dänentor bezeichnet. 1741 brannte die Turmspitze ab und wurde 1754 erneuert.

Im 19. Jahrhundert wurde die Südseite der Kirche völlig verändert und auch auf der Nordseite bekam sie neue Fenster. Die damals veränderten Bauteile und die Ostgiebel von Chor und Schiff bestehen heute großenteils aus grauem Backstein.
Der Willehadibrunnen wurde 1875 mit einem neugotischen Aufsatz versehen.
Auf dem parkähnlichen Areal stehen auch denkmalgeschützt das Pfarrhaus von 1926 und das Küsterhaus Deichstraße 12.

## Ab 20. Jahrhundert
1955 wurde die Kirche renoviert und 1965 das Innere. Kanzel und Altar wurden restauriert und die Figuren mit weißer Farbe versehen. Die Kanzel wurde vom Chorbogen weiter in die Südostecke versetzt und der Schalldeckel an einem Stahlträger aufgehängt. 1982 kehrte der Altar in die Kirche zurück und wurde zuletzt 2008 restauriert.

## Ausstattung

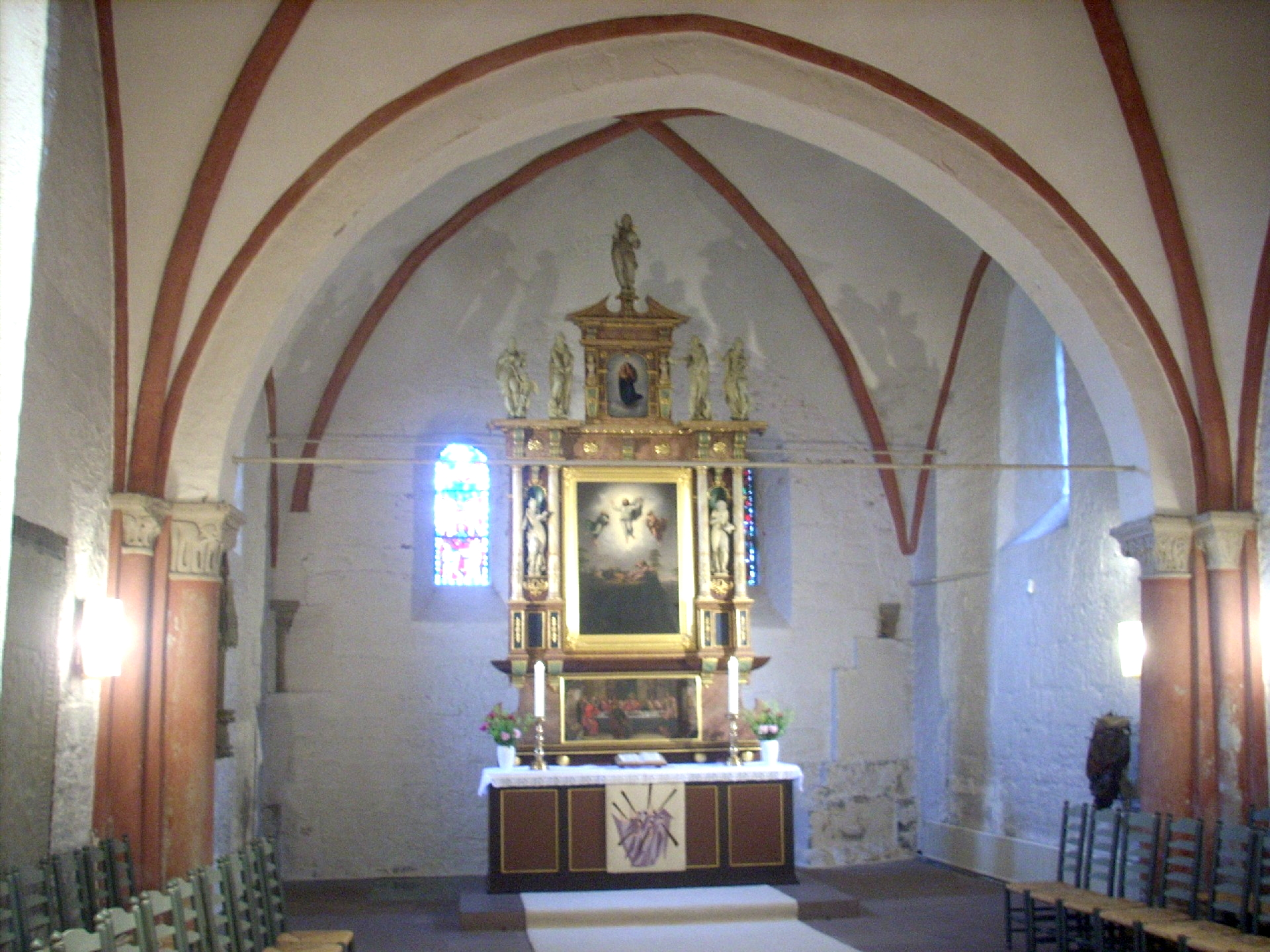
Altar von 1610

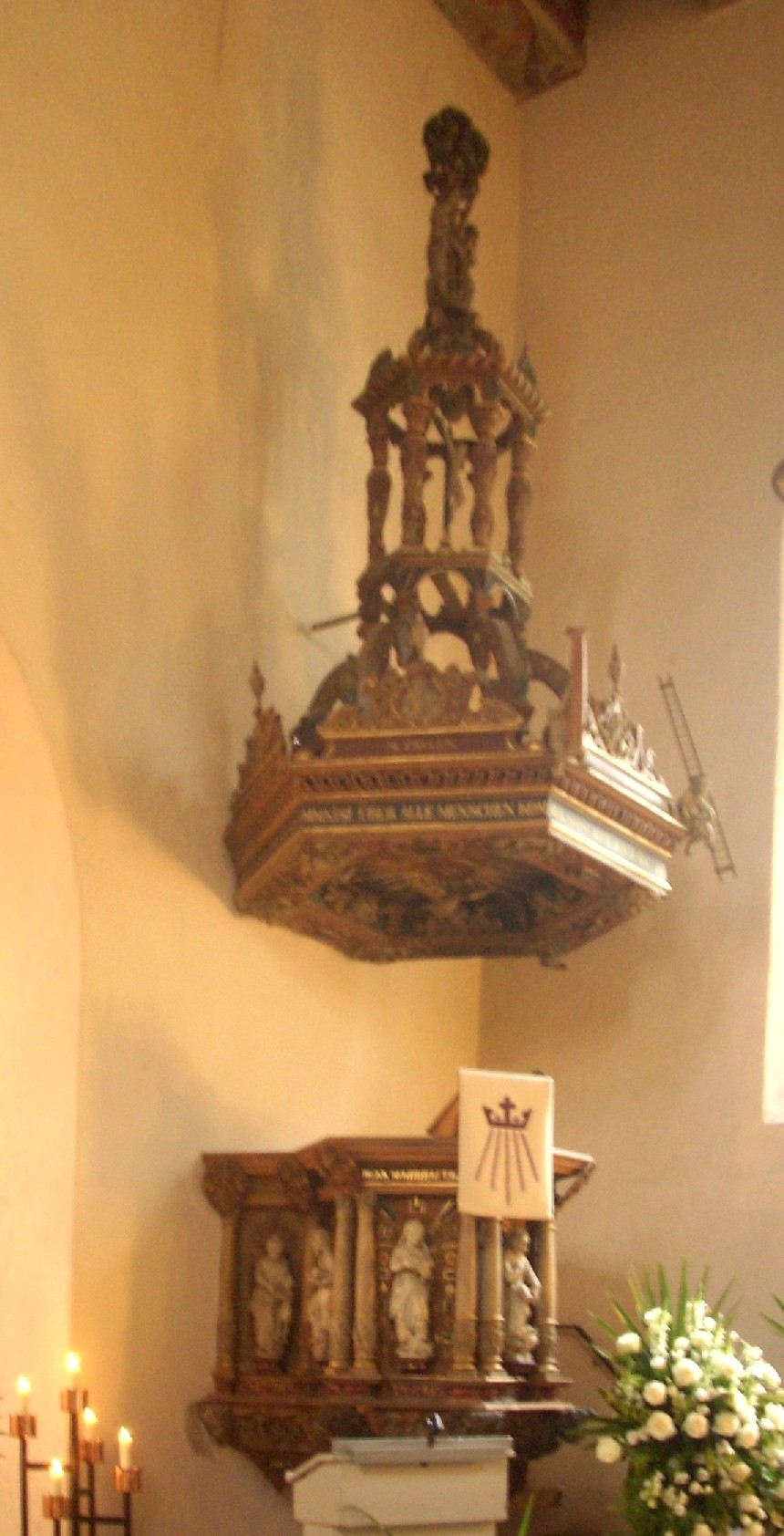
Kanzel von 1638

Der Innenraum des Schiffs wird von einer flachen Holzbalkendecke abgeschlossen, die mit buntem Rankenwerk bemalt ist. Die hölzerne Westempore dient als Aufstellungsort für die Orgel und ruht auf viereckigen, verzierten Holzpfosten. Sie wird als Winkelempore an der Nordseite auf schlanken Rundsäulen fortgeführt. Unter den Bögen der von Pilastern gegliederten Emporenbrüstung von 1641 reiht sich eine gemalte Figurenfolge aneinander: Die 12 Apostel, Johannes der Täufer, die theologischen Tugenden Glaube, Liebe, Hoffnung, die Kardinaltugenden Gerechtigkeit, Klugheit, Mäßigung und Tapferkeit; der hl. Laurentius, der Bremer Bischof Willehad, der in Blexen starb, der Apostel Petrus, schließlich noch der wohl erst nach 1850 angefügte Martin Luther.
In der Nordwand des Chors ist eine spätgotische Sakramentsnische erhalten. Ihr Tympanon zeigt das Martyrium des hl. Hippolyt. Ein westfälischer Bildhauer hat sie aus Baumberger Sandstein gefertigt.
Das Westjoch weist spätgotische Malereien auf.
Die weitere Innenausstattung stammt größtenteils aus der frühen Barockzeit.

### Altarfiguren von Ludwig Münstermann
Wichtige Teile des Altarretabels sind Werke des Barockbildhauers Ludwig Münstermann. Doch Umstellungen und unprofessionelle Restaurierungen haben das Werk beeinträchtigt. Die heutige Gestalt des Altaraufbaus und die weitgehende Übermalung gehen auf einen im Sinn des Klassizismus vorgenommenen Umbau von 1851 zurück. Die ursprüngliche Anordnung ist nicht zuverlässig überliefert. Sicher ist, dass einige Rahmenteile und sieben Figuren 1610 fertiggestellt wurden. Im Einzelnen: Christus als Salvator mundi, ganz oben, ihm zugeordnet sind Mose und Johannes der Täufer als Vertreter des Alten und Neuen Testamentes. Die Statuen der vier Evangelisten haben durch eine erst 1970 vorgenommene Ablaugung sämtliche Fassungsreste verloren, so dass eine Rekonstruktion der ursprünglichen Farbigkeit, die gerade für Werke Münstermanns so wichtig ist, nicht mehr möglich war. So hat man stattdessen 2015 den Zustand des 19. Jahrhunderts mit einer alabasterfarbenen Oberfläche wiederhergestellt. Zum originalen Bestand gehört die gemalte Abendmahlsdarstellung in der Predella: sie lässt darauf schließen, dass schon 1610 das Retabel weitere Malereifelder besaß. Sie wurden 1851 von Ludwig Strack durch Nachahmungen zweier berühmter Gemälde von Raffael ersetzt: der Verklärung und darüber der Sixtinischen Madonna.

### Kanzel

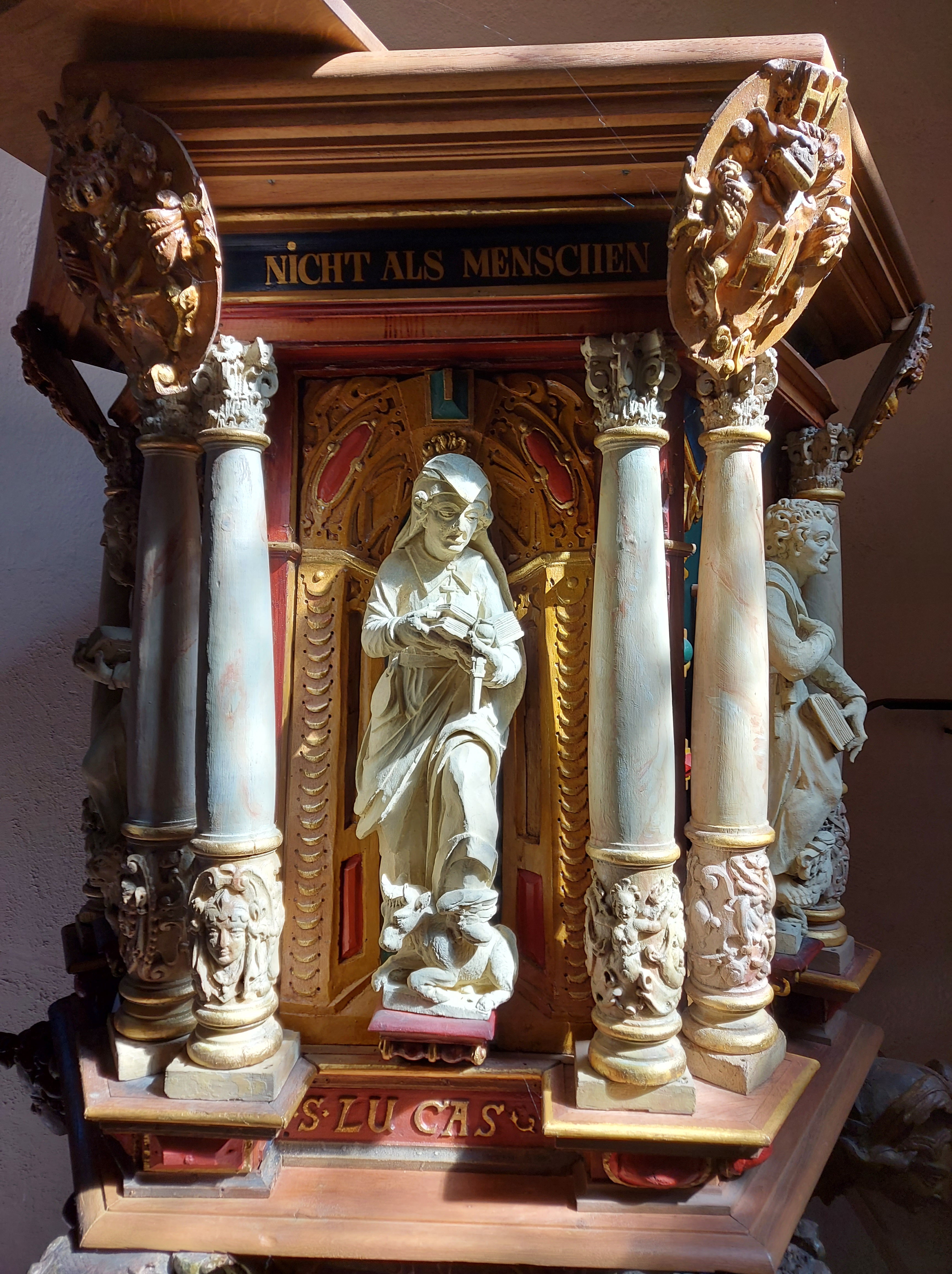
Evangelist Lukas an der Kanzel, 1638

Münstermanns Sohn Johann schuf die polygonale, hölzerne Kanzel 1638 mit ihren Bildschnitzereien. Ecksäulen gliedern die Blendnischen der Kanzelfelder, vor denen die vier Figuren der Evangelisten mit ihren Symbolen und Johannes der Täufer aufgestellt sind. Da die ursprüngliche Fassung nicht zu rekonstruieren war, wurde die Kanzel 2015 auf den Zustand von 1852 restauriert, indem die Figuren eine weiße Alabasterfärbung im Stil des Klassizismus erhielten. Der Schalldeckel hat reiches Schnitzwerk (Sündenfall, Kreuzigung) und wird von einem überhohen Aufbau bekrönt.

### Taufbecken
Das pokalförmige, steinerne Taufbecken von 1642 mit dem Meisterzeichen des Onno Dircksen, einem Schüler Münstermanns, wird von einer Figur des hl. Willehad getragen.

### Orgel

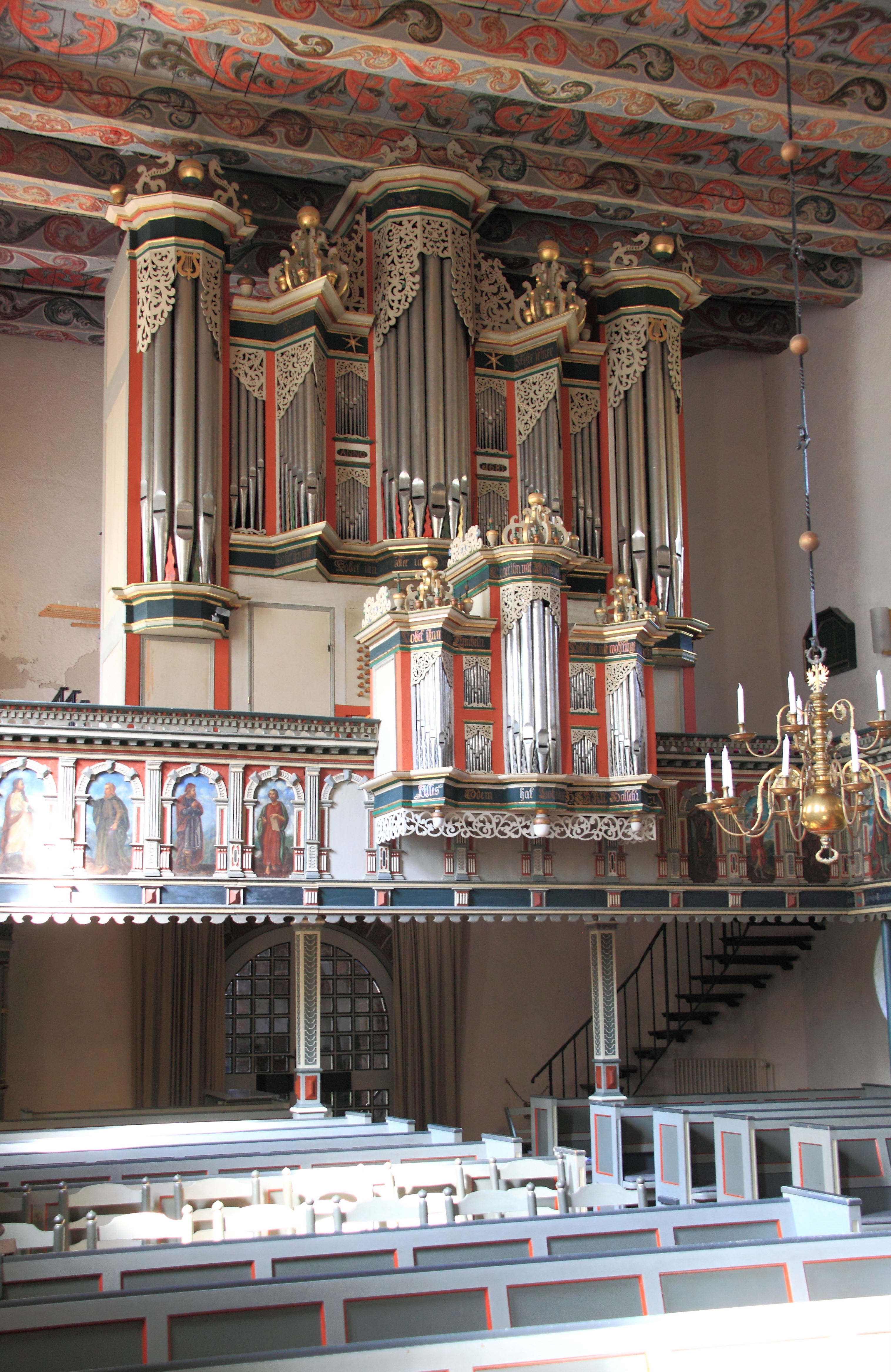
Inneres nach Westen mit Blick auf die Orgel

Eine Orgel in St. Hippolyt ist bereits für das 16. Jahrhundert nachweisbar. 1638 baute Gerd Kröger (Oldenburg) eine kleine Orgel. Joachim Kayser (Jever) baute 1685 eine zweimanualige Orgel mit angehängtem Pedal ein. Nach kleineren Dispositionsänderungen baute Johann Claussen Schmid 1868 ein neues Werk hinter dem alten Prospekt unter Einbeziehung älteren Materials. Der Orgelbauer Alfred Führer führte 1937 einen Umbau durch und schuf 1969 einen Neubau hinter den Orgelprospekt von 1685. Die Firma nahm 1973 und 1991 je einen Registertausch vor. Das Instrument wurde in Anlehnung an die Disposition der alten Orgel von Kayser disponiert und verfügt über 22 Register, die auf zwei Manuale und Pedal verteilt sind. Der fünfachsige Prospekt des Rückpositivs in der Emporenbrüstung hat einen überhöhten, polygonalen Mittelturm, der von zweigeschossigen Flachfeldern flankiert wird, und außen zwei Spitztürme. Der Prospekt des Hauptwerks ist neunachsig. Das Mittelteil ist wie das Rückpositiv gegliedert. Nach außen schließen sich aber noch ein hohes Flachfeld und große polygonale Türme an. Die Trakturen sind mechanisch.
| I Hauptwerk C–g3 |                 |       |
| 1.               | Quintade        | 16′   |
| 2.               | Principal       | 8′    |
| 3.               | Rohrflöte       | 8′    |
| 4.               | Oktave          | 4′    |
| 5.               | Nasat           | 2 ⁄3′ |
| 6.               | Oktave          | 2′    |
| 7.               | Sesquialtera II |       |
| 8.               | Mixtur IV–V     | 1 ⁄3′ |
| 9.               | Trompete        | 8′    |
|                  | Tremulant       |       |

| II Rückpositiv C–g3 |             |       |
| 10.                 | Gedackt     | 8′    |
| 11.                 | Principal   | 4′    |
| 12.                 | Rohrflöte   | 4′    |
| 13.                 | Spitzflöte  | 2′    |
| 14.                 | Quinte      | 1 ⁄3′ |
| 15.                 | Scharff III | 1′    |
| 16.                 | Krummhorn   | 8′    |

| Pedalwerk C–f1 |                 |       |
| 17.            | Subbass         | 16′   |
| 18.            | Principal       | 8′    |
| 19.            | Oktave          | 4′    |
| 20.            | Rauschpfeife IV | 2 ⁄3′ |
| 21.            | Posaune         | 16′   |
| 22.            | Trompete        | 8′    |

- Koppeln: II/I, I/P, II/P

### Glocken
Ein altes Dreiergeläut wurde 1557 von Anton I. geraubt. Eine Marienglocke von Ghert Klinghe von 1449 wurde 1827 von J. P. Barrels umgegossen. Dieselbe Glocke wurde 1888 von der Glockengießerei Otto aus Hemelingen umgegossen. Damals lieferte Otto für St. Hippolyt zwei Bronzeglocken mit den Schlagtönen e' und es'. Sie hatten folgende Durchmesser: 1500 mm und 1250 mm und wogen 1870 kg und 1086 kg. Die kleinere es'-Glocke existiert heute noch und trägt die Inschrift: „Jesus CHristus gestern und heute und derselbe auch in Ewigkeit. Kommet zu hauf! Psalter und Harfe wacht auf! Lasset den Lobgesang hören.“ Die größere e'-Glocke von Otto, die ebenfalls 1888 gegossen wurde, wurde im Ersten Weltkrieg eingeschmolzen, ihre Nachfolgerin im Zweiten Weltkrieg. Als Ersatz goss Rincker 1972 eine Glocke auf c1 (1,50 m Durchmesser und 1800 kg). Sie trägt die Inschrift: „JESUS CHRISTUS GESTERN UND HEUTE UND DERSELBE AUCH IN EWIGKEIT: VERLEIH UNS FRIEDEN GNÄDIGLICH HERR GOTT ZU UNSERN ZEITEN.“ Das Glockengeschoss beherbergt heute dieses Zweiergeläut.